# CFE 21–33
Die Lokomotiven Nr. 21 bis 33 der Compagnie de Chemin de Fer Franco-Ethiopien de Jibuti à Addis Abeba (CFE) waren von der Schweizerische Lokomotiv- und Maschinenfabrik (SLM) entwickelte meterspurige Schlepptenderlokomotiven für Güterzüge, die später von Société Alsacienne de Constructions Mécaniques (SACM) nach Zeichnungen der SLM nachgebaut wurden.

## Geschichte

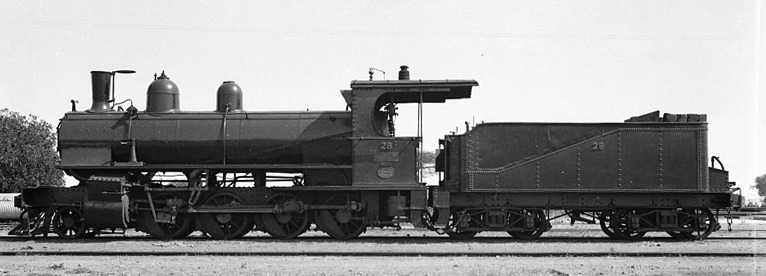
Von SACM gebaute CFE Nr. 28

Die Vorgängergesellschaft der CFE, die vom Schweizer Alfred Ilg gegründete Compagnie Impériale des Chemins de fer Éthiopiens (CIE) bestellte bei der SLM vier Zwei-Zylinder-Verbundmaschinen mit den Nummern 21 bis 24, wovon zwei 1902 und die anderen beiden 1903 geliefert wurden. Die Bauart war damals typisch für Lokomotiven, die schwere Züge auf Gebirgsstrecken zogen. Der kleinere Hochdruck-Zylinder war auf der rechten Seite, der größere Niederdruckzylinder auf der linken Seite der Lok angeordnet.   
Nachdem die französische CFE das Geschäft von der zahlungsunfähigen CIE im Jahre 1909 übernommen hatte, wurden weitere Güterzuglokomotiven gekauft, die aus Frankreich stammen sollten. Demzufolge lieferte die Société Alsacienne de Constructions Mécaniques (SACM) acht weitere Lokomotiven der gleichen Bauart mit den Nummern 25 bis 32. Die nach Zeichnungen der SLM gefertigte Baureihe wurde SACM-intern als UG 181 bezeichnet.    
Eine einzige weitere Lokomotive mit der Nummer 33 wurde 1914 von SLM geliefert.    
Die Bauart wurde von SACM weiterentwickelt. Sie lieferte bereits 1913 neun Lokomotiven der Bauart UG 190 mit größerem Kessel, die als Zwei-Zylinder-Heissdampflokomotiven ausgeführt waren.

## Aufstellung der Namen und Fabriknummern
| Nummer | Namen      | Baujahr | Hersteller | Fabriknummern |
| ------ | ---------- | ------- | ---------- | ------------- |
| 21     | Rapide     | 1902    | SLM        | 1469          |
| 22     | Puissant   | 1902    | SLM        | 1470          |
| 23     | Fier       | 1903    | SLM        | 1495          |
| 24     | Généreux   | 1903    | SLM        | 1496          |
| 25     | Brave      | 1910    | SACM       | 6165          |
| 26     | Invincible | 1910    | SACM       | 6166          |
| 27     |            | 1910    | SACM       | 6167          |
| 28     |            | 1910    | SACM       | 6168          |
| 29     |            | 1910    | SACM       | 6169          |
| 30     |            | 1910    | SACM       | 6170          |
| 31     |            | 1910    | SACM       | 6171          |
| 32     |            | 1910    | SACM       | 6172          |
| 33     |            | 1914    | SLM        | 2437          |